# MS Quest for Adventure
MS Quest for Adventure – to statek pasażerski.

## Wyposażenie statku
Na pokładzie MS Quest for Adventure znajduje się 259 kabin.